# Leszek Jankiewicz
Leszek Stanisław Jankiewicz (ur. 5 maja 1925 w Piotrkowie Trybunalskim) – profesor i specjalista w dziedzinie fizjologii roślin ogrodniczych, działacz kresowy, autor publikacji o Kresach Wschodnich.

## Życiorys
Jego rodzice pochodzili z województwa lwowskiego. Szkołę podstawową i pierwsze dwa lata Gimnazjum im. Bolesława Chrobrego ukończył w Piotrkowie, gdzie zastała go wojna. Zakres III i IV klasy gimnazjum oraz liceum ukończył na tajnych kompletach i w 1943 r. zdał maturę. W tym samym roku został wcielony przymusowo do Pomocniczej Służby Przeciwlotniczej, tzw. Luftszucu (Luftschutzhielfdienst), następnie pracował w Nadleśnictwie Meszcze koło Piotrkowa, gdzie brał też udział w tajnym nauczaniu okolicznej młodzieży z zakresu gimnazjum. Był członkiem Armii Krajowej. W marcu 1945 r. zapisał się na Wydział Rolny Uniwersytetu Jagiellońskiego, gdzie studiował 3 lata. Na czwarty rok przeniósł się na Uniwersytet Poznański, i w 1949 r. obronił pracę magisterską „Wpływ hormonów roślinnych na ukorzenianie sadzonek zielnych drzew i krzewów”.
Jeszcze jako student zaczął pracować w Arboretum Kórnickim na stanowisku asystenta. W 1950 r. przeniósł się do Katedry Fizjologii Roślin Uniwersytetu Poznańskiego, gdzie pracował dwa lata jako starszy asystent. W 1952 r. na propozycję prof. Szczepana Pieniążka, podjął pracę w Katedrze Sadownictwa Szkoły Głównej Gospodarstwa Wiejskiego w Warszawie i Skierniewicach. Tam uzyskał w 1957 r. stopień doktora na podstawie rozprawy „Wpływ auksyn na formowanie kąta rozwidleń u jabłoni”, której promotorem był prof. Pieniążek. W latach 1957–1958 przebywał na rocznym stażu podoktorskim (stypendium Rockefellera) w Uniwersytecie Cornella w Ithaca (USA). W latach 1960–1962 pracował w Zakładzie Fizjologii Roślin w Krakowie, w Pracowni Fizjologii Drzew Owocowych zlokalizowanej w Skierniewicach, a w latach 1962–1974 był kierownikiem Zakładu Fizjologii Roślin Sadowniczych w Instytucie Sadownictwa w Skierniewicach. Stopień docenta uzyskał w 1964, profesora nadzwyczajnego w 1969, a prof. zwyczajnego w 1980 r. W 1975 r. przeniósł się do Instytutu Warzywnictwa w Skierniewicach, gdzie zorganizował Zakład Biologii i do 1981 r. był jego kierownikiem. W latach 1981–1985 oraz 1999–2002 wykładał na Uniwersytecie Autonomicznym (Rolniczym) w Chapingo w Meksyku.
W 1993 r. przeszedł na emeryturę, ale jest nadal czynny w nauce (2021 r.). W latach 1966–2012 był członkiem komitetów naukowych PAN oraz rad naukowych instytutów badawczych. Wypromował 5. doktorów nauk rolniczych. Opublikował ok. 150 prac naukowych. Społeczna działalność Jankiewicza koncentrowała się na pracy z młodzieżą w Polsce i w Meksyku oraz prowadzeniu obozów na wzór przedwojennego harcerstwa.
Na emeryturze ze względu na kresowe pochodzenie swoich rodziców podjął stałą współpracę z Janem Niwińskim, przewodniczącym Kresowego Ruch Patriotycznego. Do 2015 r. był sekretarzem, a następnie przewodniczącym Stowarzyszenia Instytut Kresów Wschodnich. Publikuje także prace dotyczące historii Kresów Wschodnich II Rzeczypospolitej.

## Kariera naukowa
W swoich badaniach Leszek Jankiewicz zajmował się fizjologią roślin sadowniczych i warzywnych ze szczególnym ukierunkowaniem na aspekty praktyczne. Opracował m.in. model korelacji wzrostowych u jabłoni, a przy udziale i pod kierownictwem prof. Szczepana Pieniążka – system formowania korony luźno-piętrowej u jabłoni, który został wdrożony do polskich szkółek. Efektem prac zespołu kierowanego przez Jankiewicza było: wyjaśnienie roli kofaktorów auksyn w ukorzenianiu sadzonek roślin drzewiastych oraz opracowanie patentu na środek do ukorzeniania sadzonek „Ukorzeniacz B2”, poznanie korelacji wzrostowych oraz wpływu grawitacji na korelacje u jabłoni, sosny i topoli, wyjaśnienie roli cytokinin w korelacjach wzrostowych i stymulacji aktywności kambium oraz w formowaniu się drewna u jabłoni, wykazanie możliwości stymulowania rozgałęziania się jednorocznych okulantów przy pomocy regulatorów wzrostu, opracowanie metody przyspieszenia jesiennego zrzucania liści w szkółkach drzew owocowych i roślin ozdobnych, wyjaśnienie transportu składników pokarmowych do galasów na liściach dębu (z zastosowaniem izotopów promieniotwórczych), a także scharakteryzowanie zmian anatomicznych w liściach dębu wywołanych przez owady galasotwórcze. Opisał również biologię meksykańskiej rośliny – miechunki pomidorowej i określił możliwości jej wprowadzenia do uprawy w Polsce; sprawdził sposoby użytkowania i zdrowotność w polskich warunkach.
Leszek Jankiewicz był redaktorem oraz autorem 8 rozdziałów w książce „Fizjologia roślin sadowniczych”. Był także redaktorem i autorem lub współautorem 9 rozdziałów w książce „Regulatory wzrostu i rozwoju roślin”, a także współredaktorem i autorem lub współautorem 6 rozdziałów w książce „Fizjologia roślin sadowniczych strefy umiarkowanej”. Pod jego redakcją została również napisana książka „Reguladores del crecimiento, desarrollo y resistencia en plantas” (Regulatory wzrostu i rozwoju oraz odporności roślin), w której jest autorem lub współautorem 14 rozdziałów. Ponadto Jankiewicz uczestniczył w pracach nad wyhodowaniem nowej odmiany miechunki pomidorowej „Amaryla”, oraz nad udomowieniem roślin rodzimych w Meksyku: cupapé i jadalny głóg meksykański (tejocote). Brał udział także w zaprojektowaniu i w nadzorowaniu budowy fitotronu w Instytucie Sadownictwa.

## Odznaczenia i nagrody
- Nagrody PAN (1960, 1963),
- Srebrny Krzyż Zasługi (1969),
- Honorowa Odznaka Województwa Łódzkiego (1973),
- Order Uśmiechu (1975),
- Zasłużony Pracownik Rolnictwa (1977),
- Złoty Krzyż Zasługi (1978),
- Brązowy medal Uniwersytetu Rolniczego w Brnie (Vysoka Škola Zemĕdĕlska v Brnĕ) (1979, 1989),
- Godność Członka Honorowego Polskiego Towarzystwa Botanicznego (2007),
- Najwyższa nagroda Dyrektora Instytutu Sadownictwa i Kwiaciarstwa „Kryształowe Jabłko” (2006),
- Nazwanie jednej z 3 dużych szklarni w uniwersytecie w Chapingo (Meksyk) imieniem prof. L.S. Jankiewicza (2019).